# Kasim karubar
Kasim karubar is een bidsprinkhaankreeftensoort uit de familie van de Tetrasquillidae. De wetenschappelijke naam van de soort is voor het eerst geldig gepubliceerd in 2002 door Ahyong.